# Ň
O Ň (minúscula: ň) é uma letra (N latino, adicionado do caron) utilizada, dentre outras línguas, no tcheco, para som semelhante ao dígrafo português nh. 